# Gerbilliscus giffardi
Gerbilliscus giffardi — вид гризунів родини мишевих (Muridae).

## Таксономічні примітки
Таксон відокремлено від G. kempii.

## Поширення
Гвінея, Кот-д'Івуар, Гана, Нігер, Бенін.